# Mtab
O arquivo mtab (contração de mounted file systems table, em português tabela de sistemas de arquivos montados) é um arquivo de informações do sistema, comumente encontrado em sistemas do tipo Unix. Este arquivo lista todos os sistemas de arquivos atualmente montados, juntamente com suas opções de inicialização. O mtab tem muito em comum com o fstab, sendo que a distinção é que o último é um arquivo de configuração listando quais sistemas de arquivos disponíveis devem ser montados em quais pontos de montagem no momento da inicialização, enquanto o primeiro lista os sistemas de arquivos atualmente montados, que podem incluir aqueles montados manualmente não listados no fstab. Portanto, o mtab geralmente está em um formato semelhante aquele do fstab. Na maioria das vezes é possível usar linhas diretamente do mtab no fstab.
O arquivo normalmente encontra-se em /etc/mtab.
Um exemplo de conteúdo do mtab:
```
 /dev/sdb1 / ext3 rw,relatime,errors=remount-ro 0 0
 proc /proc proc rw,noexec,nosuid,nodev 0 0
 /sys /sys sysfs rw,noexec,nosuid,nodev 0 0
 varrun /var/run tmpfs rw,noexec,nosuid,nodev,mode=0755 0 0
 varlock /var/lock tmpfs rw,noexec,nosuid,nodev,mode=1777 0 0
 udev /dev tmpfs rw,mode=0755 0 0
 devshm /dev/shm tmpfs rw 0 0
 devpts /dev/pts devpts rw,gid=5,mode=620 0 0
 lrm /lib/modules/2.6.24-16-generic/volatile tmpfs rw 0 0
 securityfs /sys/kernel/security securityfs rw 0 0
 gvfs-fuse-daemon /home/alice/.gvfs fuse.gvfs-fuse-daemon rw,nosuid,nodev,user=alice 0 0

```